# Victoria Vandeberg
Victoria Vandeberg (Verviers, 2 juli 1997) is een Belgisch politica voor de liberale MR.

## Biografie
Vandeberg behaalde in 2018 een bachelor in de politieke wetenschappen en in 2020 een master in de politieke wetenschappen, optie Europese politiek aan de Universiteit Luik. In 2019 ging ze als Erasmus-student op uitwisseling naar de Zweedse Universiteit van Malmö.
Aan de Universiteit Luik was ze actief in de Federatie van Liberale Studenten, waarvan ze achtereenvolgens politiek secretaris (2016-2017), penningmeester (2017-2018) en voorzitter (2018) was. Van 2017 tot 2018 was zij tevens politiek secretaris van de nationale Federatie van Liberale Studenten en in 2018 hoofdredacteur van Libertines, het magazine van deze federatie. Nadien was Victoria Vandeberg van 2019 tot 2023 voorzitter van de Luikse provinciale afdeling van de Jeunes MR, de jongerenafdeling van de partij MR.
Na haar studies werkte Vandeberg in 2021 als attaché voor de Federale Overheidsdienst Financiën, op de Algemene Administratie van de Patrimoniumdocumentatie, dienst Opmetingen en Waarderingen. Nadien was ze van 2021 tot 2024 kabinetsmedewerker van Pierre-Yves Jeholet, toenmalig minister-president van de Franse Gemeenschap.
In oktober 2018 werd Victoria Vandeberg op 21-jarige leeftijd verkozen tot gemeenteraadslid in Jalhay, waar ze in september 2020 schepen werd voor Toerisme, Cultuur, Erfgoed, Leefmilieu, Jeugd en Erediensten. Daarnaast was zij van december 2018 tot februari 2025 provincieraadslid van Luik. Bij de gemeenteraadsverkiezingen van oktober 2024 behaalde Vandeberg vanop de vierde plaats van de lijst meer voorkeurstemmen dan uittredend burgemeester Michel Fransolet, waardoor ze het burgemeesterschap kon eisen en de jongste burgemeester van het Waals Gewest kon worden. Sinds december 2024 is zij burgemeester van Jalhay.
Bij de federale verkiezingen van juni 2024 stond Vandeberg als tweede opvolger op de MR-lijst in de kieskring Luik. Sinds februari 2025 zetelt ze effectief in de Kamer van volksvertegenwoordigers ter vervanging van federaal minister Mathieu Bihet.